# 姚明
姚 明（ヤオ・ミン/ようめい、英語: Yao Ming、1980年9月12日 - ）は、中国の元プロバスケットボール選手。北米男子プロバスケットリーグNBAのヒューストン・ロケッツで活躍した。ポジションはセンター。背番号は11番。身長229cm、体重141kg。大男たちの集まるNBAの中でも非常に身長が高い選手であり、リーグを代表するセンタープレーヤーだった。愛称は「明王朝」、「歩く万里の長城」、「姚主席（Chairman Yao）」。

## 生い立ちと中国でのキャリア
姚明の父親、姚志遠（ようしえん、ヤオ・ジーユァン）は身長208cmの元バスケットボール選手であり、母親の方鳳娣（ほうほうてい、ファン・フェンディー）も、188cmの元バスケット選手で、中国代表チームでプレーしていた。出生時の体重は11.2ポンド（約5kg）。
9歳でバスケットボールを始め、10歳の頃には180cm、13歳になる頃には2mにまで達した。中学生でユース代表チームに選ばれ、17歳で地元の上海シャークスと契約し、中国プロバスケットボールリーグプレイヤーになった。1997-98シーズン、1試合平均10得点、9リバウンドを獲得した。翌シーズンは負傷で大半を棒に振る。1999-2000シーズン、1試合平均21得点、14リバウンドの成績に加え、5ブロックと活躍する。翌2000-01シーズンには1試合平均27得点、19リバウンドを記録し、20歳にしてリーグのMVPを獲得した。

## NBA
2002年のNBAドラフト全体1位でヒューストン・ロケッツに指名された。長身を生かしたポストプレーや豪快なブロックショットが魅力で、ルーキーシーズンながらNBAオールスターゲームにファン投票で選出されるなどし、デビューから2シーズンは全試合に出場した。デビュー以降周囲からは「期待外れ」との声も囁かれてはいたが、3シーズン目となる2004-05シーズンには2年連続でNBAシーズン得点王に輝いていたトレイシー・マグレディがロケッツに加入し、マグレディとのコンビでチームのレギュラーシーズンの勝率を6割にまで上げる活躍を見せた。しかし姚、マグレディは共に怪我が多かったため、2人が共に在籍した6年間で一緒に出場する機会は少なかった。
2005-06シーズンから足の怪我に悩まされるようになり、2007-08シーズンまでの3シーズンは毎シーズン30試合前後の欠場を強いられた。
2006-07シーズンには大台の1試合平均25得点、9.4リバウンドという記録を残している。
2008-09シーズンはレギュラーシーズンに77試合出場し、プレーオフでも自身初となる初戦突破を果たした。カンファレンス・セミファイナルでロサンゼルス・レイカーズと対戦したが、2戦目に左足首を怪我し、3戦目以降は出場ができなかった（その後チームは7戦目まで戦った末敗れている）。
2009-10シーズンは怪我によりシーズンの全試合を欠場した。2010-11シーズンにはチームから怪我防止のために出場機会の制限を課されてシーズンに臨んだものの、レギュラーシーズン5試合に出場した後に怪我が見つかり、残りの試合を全て欠場した。
2011年7月20日、度重なる怪我の影響のため現役引退を表明。2017年2月にロケッツから背番号「11」を永久欠番に認定することが発表され、同月3日に永久欠番授与式が執り行われた。

## 中国代表での実績
2004年のアテネ五輪では、1試合平均得点20.7点、1試合平均リバウンド9.3回（同五輪では最多）を挙げ、中国代表をベスト8に導いた。また2006年のバスケットボール世界選手権においては、大会最高の一試合平均25.3得点を挙げて平均最多得点（得点王）となり、出場チームの24カ国中、中国代表チームはベスト16（順位としては9位）に進出した。なおその前の2002年におけるバスケットボール世界選手権においても、All-Tournament Team（センター部門第1位）に選出されている。同大会では、個人成績としては3位となる1試合平均21点を記録し、出場チームの16カ国中、中国代表チームを大会12位に導いた。2008年の北京オリンピックでも中国代表を率いて、1試合平均得点が19点（同五輪で2位）、リバウンドが8.2（同五輪で3位）、ブロックは1.5（同五輪はで4位）という活躍で、チームとしても前回のアテネ五輪に続いて再び世界のベスト8に進出した。また、2003年には、ローレウス世界スポーツ賞における男子年間最優秀成長選手に選出された。

## プレイスタイル
類稀な長身とダンク、フックシュート、ジャンプシュートといった様々なシュートを使いこなせる技術を持つ。柔らかなシュートタッチやゴール下でのムーブは、彼の出身地から「シャンハイ・シェイク」(Shang Hai Shake) と呼ばれる。また、ビッグマンでありながらフリースローも非常に得意である。ディフェンス面においてもゴール下での彼の高さは脅威といえる。入団当初はフィジカルなプレーに負けることもあったが、徐々に強さも発揮するようになり、リーグを代表するセンタープレーヤーの1人であった。

## 個人成績

### NBA

#### レギュラー・シーズン
| シーズン     | チーム       | GP             | GS             | MPG            | FG%            | 3P%            | FT%            | RPG            | APG            | SPG            | BPG            | TO             | PPG            |
| ------------ | ------------ | -------------- | -------------- | -------------- | -------------- | -------------- | -------------- | -------------- | -------------- | -------------- | -------------- | -------------- | -------------- |
| 2002–03      | HOU          | 82             | 72             | 29.0           | .498           | .500           | .811           | 8.2            | 1.7            | .4             | 1.8            | 2.1            | 13.5           |
| 2003–04      | HOU          | 82             | 82             | 32.8           | .522           | .000           | .809           | 9.0            | 1.5            | .3             | 1.9            | 2.5            | 17.5           |
| 2004–05      | HOU          | 80             | 80             | 30.6           | .552           | ---            | .783           | 8.4            | .8             | .4             | 2.0            | 2.5            | 18.3           |
| 2005–06      | HOU          | 57             | 57             | 34.2           | .519           | .000           | .853           | 10.2           | 1.5            | .5             | 1.6            | 2.6            | 22.3           |
| 2006–07      | HOU          | 48             | 48             | 33.8           | .516           | .000           | .862           | 9.4            | 2.0            | .3             | 2.0            | 3.5            | 25.0           |
| 2007–08      | HOU          | 55             | 55             | 37.2           | .507           | .000           | .850           | 10.8           | 2.3            | .4             | 2.0            | 3.3            | 22.0           |
| 2008–09      | HOU          | 77             | 77             | 33.6           | .548           | 1.000          | .866           | 9.9            | 1.8            | .4             | 2.0            | 3.0            | 19.7           |
| 2009–10      | HOU          | 負傷により全休 | 負傷により全休 | 負傷により全休 | 負傷により全休 | 負傷により全休 | 負傷により全休 | 負傷により全休 | 負傷により全休 | 負傷により全休 | 負傷により全休 | 負傷により全休 | 負傷により全休 |
| 2010-11      | HOU          | 5              | 5              | 18.2           | .486           | .000           | .938           | 5.4            | .8             | .0             | 1.6            | 1.4            | 10.2           |
| 通算：8年    | 通算：8年    | 486            | 476            | 32.5           | .524           | .200           | .833           | 9.2            | 1.6            | .4             | 1.9            | 2.7            | 19.0           |
| オールスター | オールスター | 6              | 6              | 17.0           | .500           | .000           | .667           | 4.0            | 1.3            | .2             | .3             | .5             | 7.0            |

#### プレーオフ
| シーズン  | チーム    | GP | GS | MPG  | FG%  | 3P% | FT%  | RPG  | APG | SPG | BPG | TO  | PPG  |
| --------- | --------- | -- | -- | ---- | ---- | --- | ---- | ---- | --- | --- | --- | --- | ---- |
| 2004      | HOU       | 5  | 5  | 37.0 | .456 | --- | .765 | 7.4  | 1.8 | .4  | 1.4 | 2.6 | 15.0 |
| 2005      | HOU       | 7  | 7  | 31.4 | .655 | --- | .727 | 7.7  | .7  | .3  | 2.7 | 2.7 | 21.4 |
| 2007      | HOU       | 7  | 7  | 37.1 | .440 | --- | .880 | 10.3 | .9  | .1  | .7  | 4.7 | 25.1 |
| 2009      | HOU       | 9  | 9  | 35.9 | .545 | --- | .902 | 10.9 | 1.0 | .4  | 1.1 | 1.9 | 17.1 |
| 出場：4回 | 出場：4回 | 28 | 28 | 35.3 | .519 | --- | .833 | 9.3  | 1.0 | .3  | 1.5 | 2.9 | 19.8 |

## 人物像
NBAオールスターゲームではルーキー・シーズンから7年連続、9シーズン中8度選出されている。
アジア人で初めてNBAのトップレベルで活躍できるプレーヤーとなっただけでなく、チームの中心選手としての活躍は中国でのバスケット人気を押し上げている。テレビCM等多くの広告で起用されたり、また、スポーツ店では彼のポスターや等身大パネルが置いてある。
2003年に「中国十大傑出青年」の1人に選ばれた。
アテネオリンピック、北京オリンピックの入場行進で中国チームの旗手を務めた。
2006年、日本で行われた世界選手権でもチームの主力として活躍したが、マークが集中した上に怪我で本調子ではなかったこともあり、ベスト8決定戦でギリシャに大差で敗れた。
子供の頃に服用した薬の副作用で、左耳の聴力が失われている。
2007年6月23日の中国各新聞紙上にて、元プロバスケットボール中国代表で身長1メートル90センチの葉莉（イエ・リー）と8月8日にヒューストンで結婚すると報じられた。
2009年に上海シャークスを買収、現役引退後は、野生動物の保護にも尽力している。
ブルネイのバスケットボールナショナルチームのメンバーとして活躍していた、台湾のアイドルグループ・飛輪海の呉尊（身長183cm）と対戦した経験を持つ。
2013年に中国人民政治協商会議全国委員に就任しており、非常に大柄なために特等席を用意されている。
2016年、中職聯籃球俱楽部株式有限公司の董事長兼総経理に就任。
2017年2月23日、中国バスケットボール協会の新会長に就任。
2022年北京オリンピックの聖火ランナーに選ばれる。